# Christian Fotsch

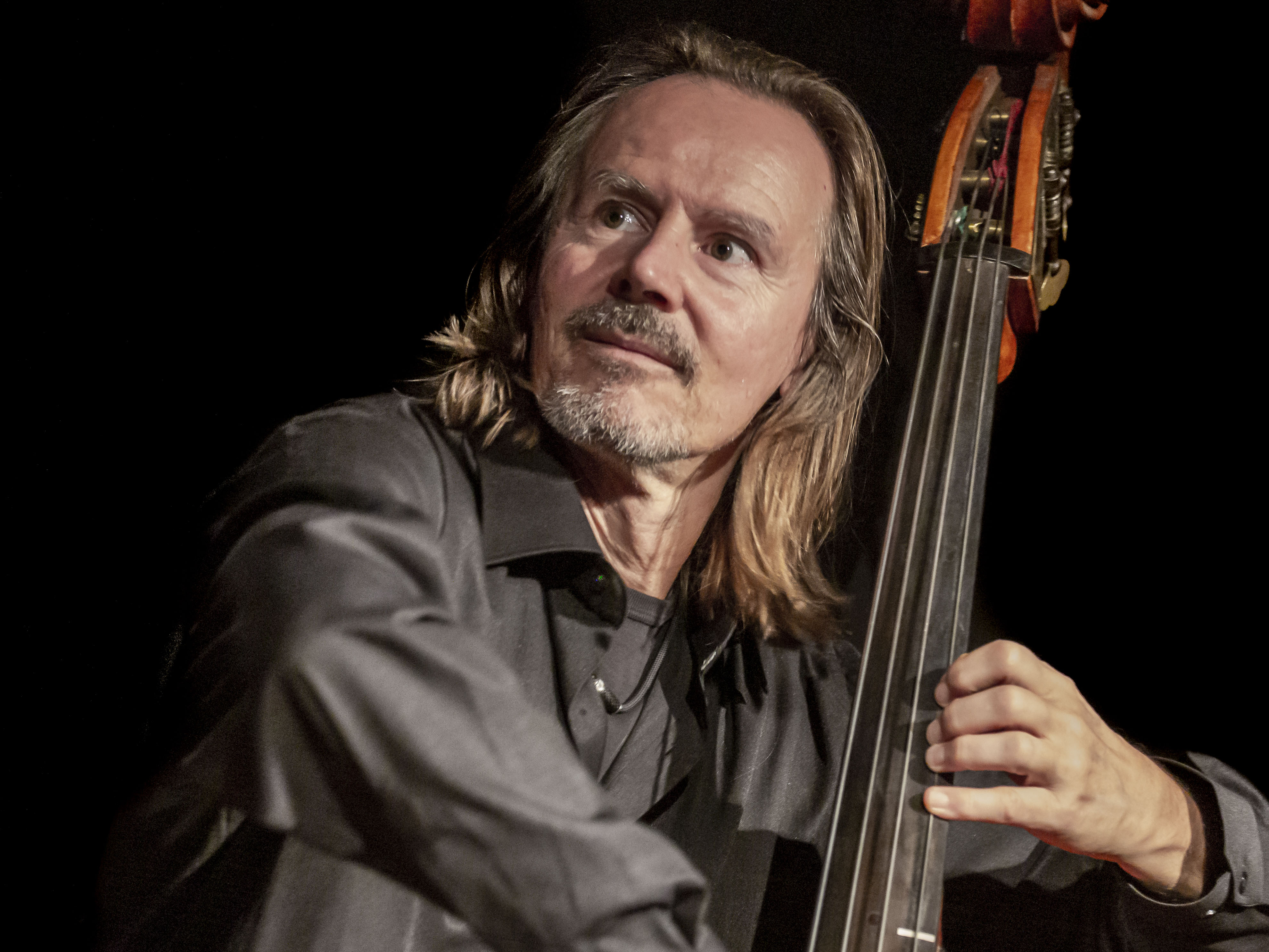
Christian Fotsch am Kontrabass 2018

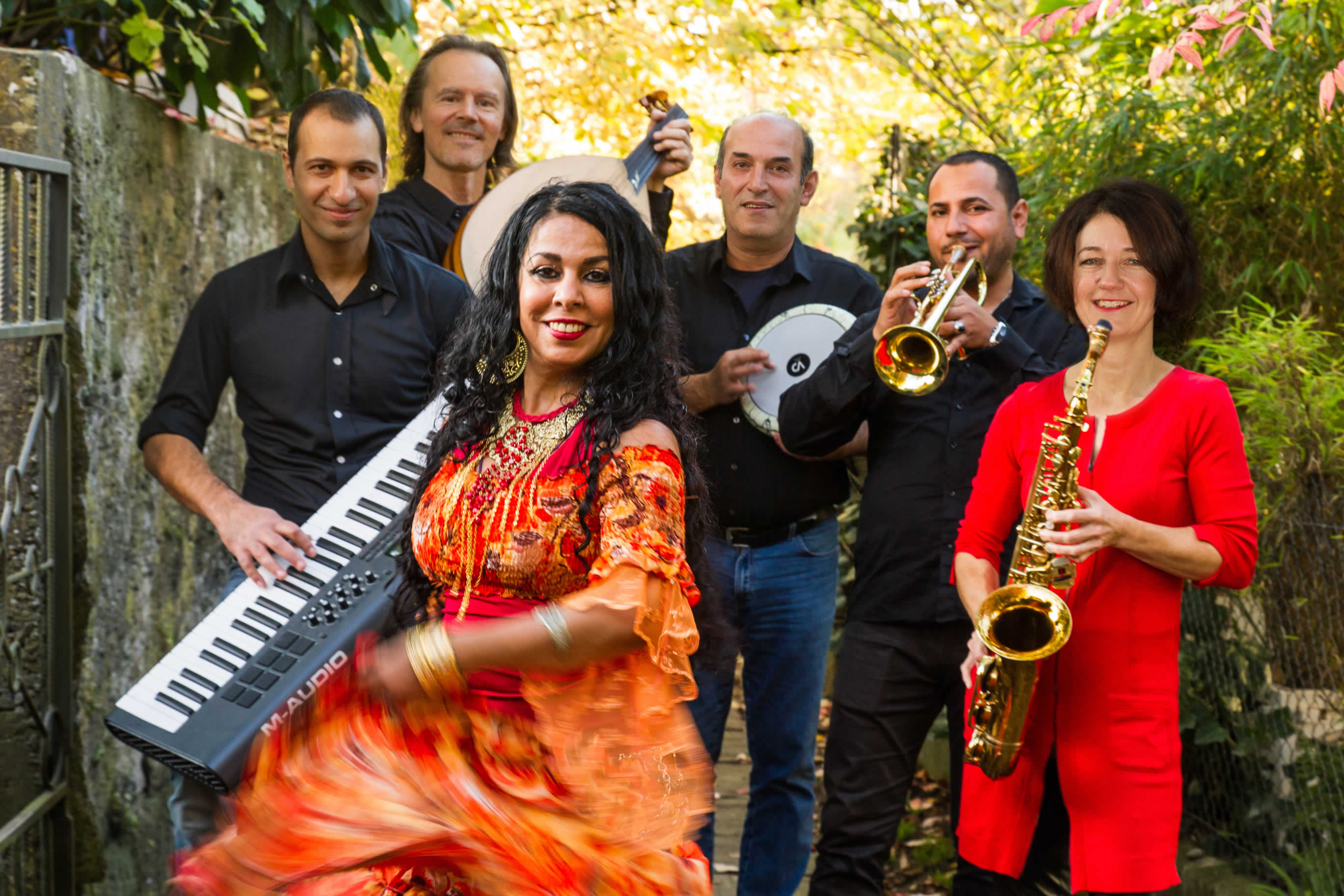
Christian Fotsch und die Gruppe Ssassa 2018

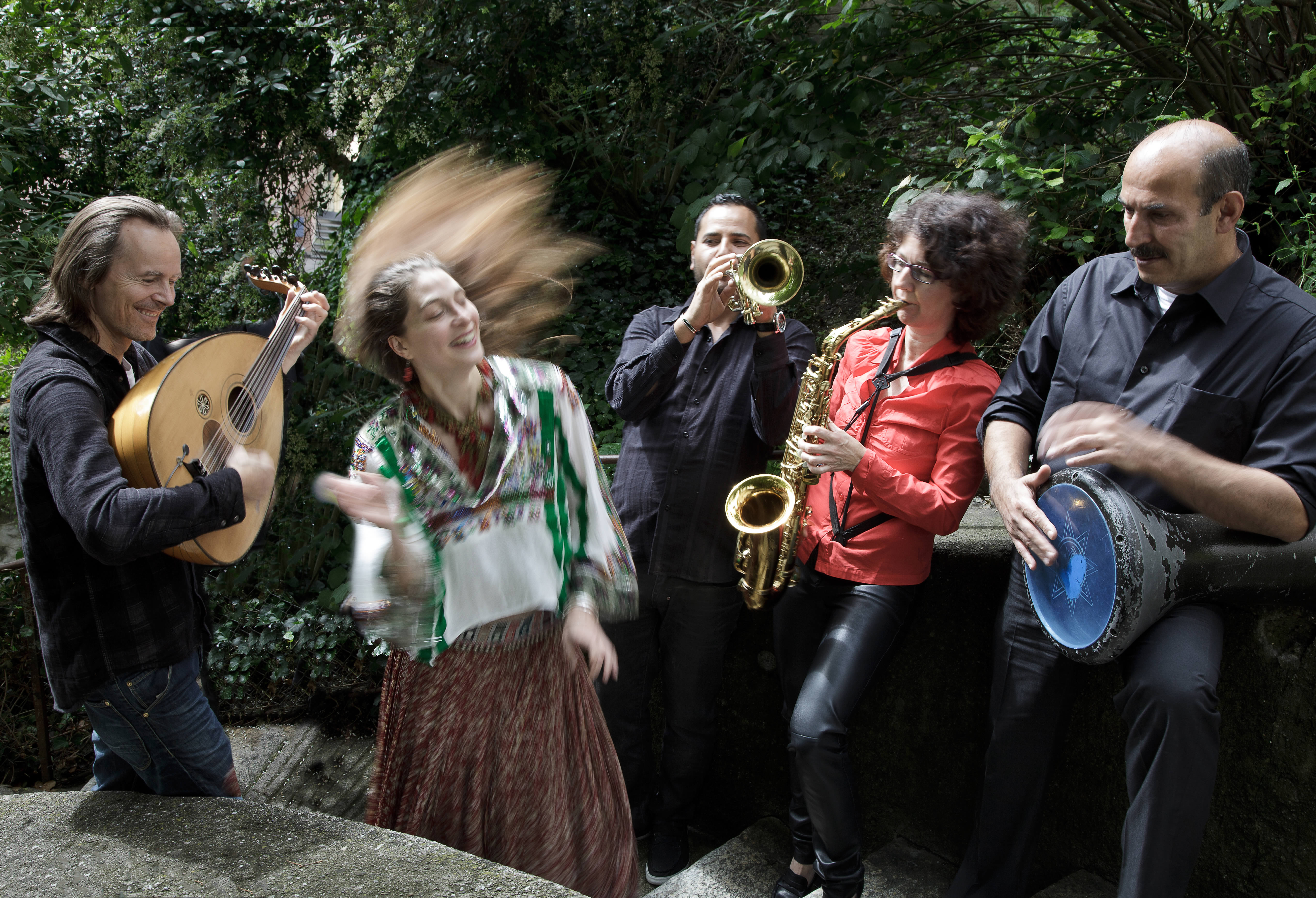
Die Oriental-Gruppe "Ssassa"

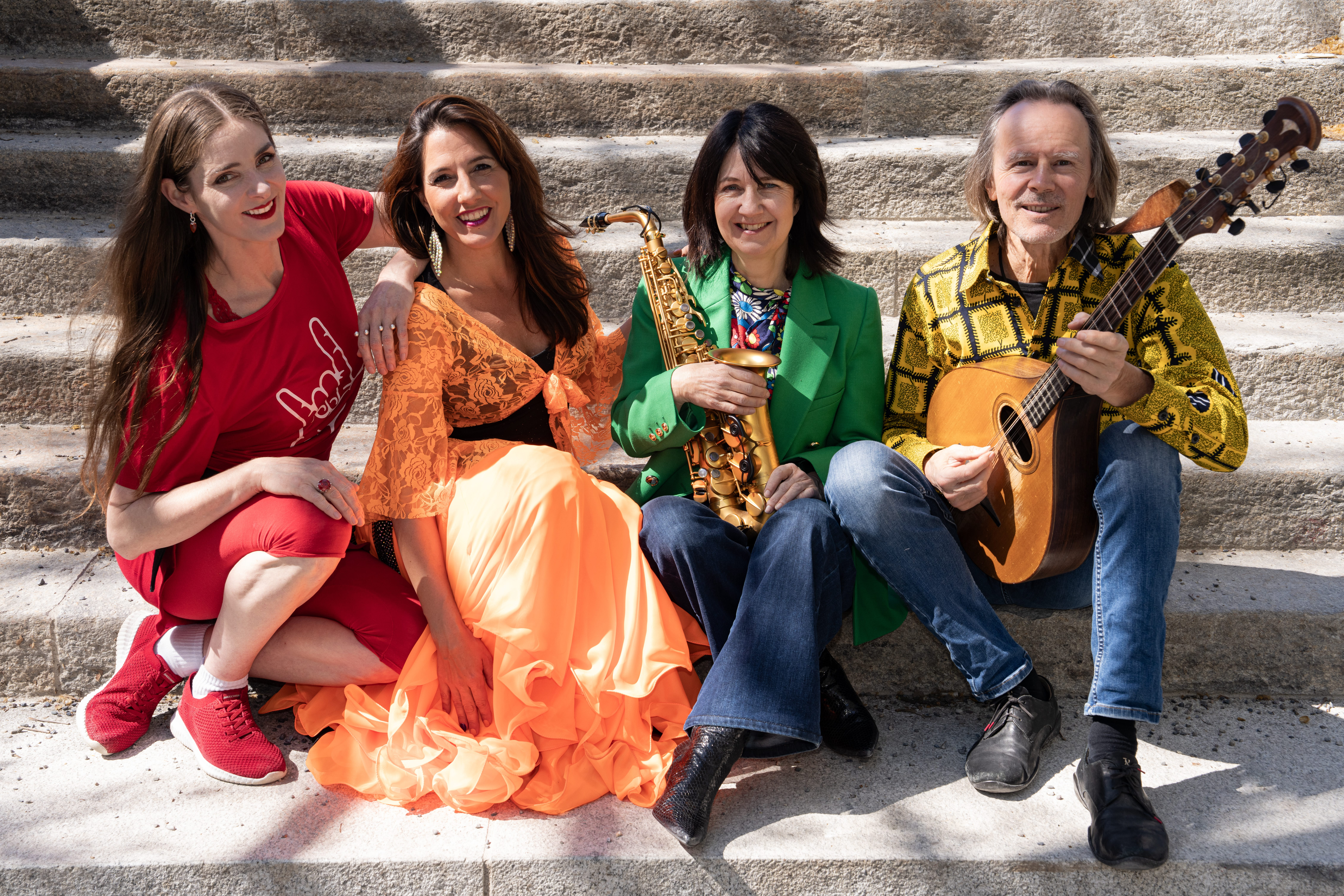
Schulworkshop-Team 2025

Christian Fotsch (* 21. Oktober 1962 in Winterthur) ist ein Schweizer Musiker, Komponist und Produzent von Musikfestivals.

## Leben
Christian Fotsch ist seit den 1980er Jahren professioneller Saiten-Instrumentalist. Nach einer Ausbildung als Flamenco-Gitarrist spezialisierte er sich in Sevilla auf Tanzbegleitung. Bouzouki, Cümbüş, Oud und Kontrabass lernte er auf ausgedehnten Reisen durch Griechenland, Rumänien, die Türkei, Albanien und Irland. Mit der Gruppe „Xenos“ gab er Konzerte in ganz Europa und Australien. Seit 2001 leitet er das jährlich stattfindende “Oriental & Flamenco-Gypsy-Festival”, zu dem er international renommierte Künstler wie Esma Redžepova (Mazedonien), Flamencos en route (Spanien), Ida Kelerova (Tschechien), Romano Drom (Ungarn) und Dhoad (Indien) einlädt. Ausserdem veranstaltet er Irish-Folk-Festivals in der Schweiz. Mit seinen Formationen „Ssassa“ (Balkan-Musik) und „Ceól“ (Irish Folk) sowie mit der Kabarettistin Rosetta Lopardo tritt er regelmässig auf Schweizer Bühnen auf. Darüber hinaus gibt er an die 200 interkulturelle Schulhauskonzerte pro Jahr an Schweizer Primar- und Sekundarschulen.

## Auszeichnungen
- 2001: Medienpreis Leopold (Gute Musik für Kinder)

## Musikalische Produktionen (CDs & DVDs)
- CD: The Buskins, Live, 1990
- CD: Xenos, Let the Swine loose, 1991
- CD: Xenos, My Mother Said, 1993
- CD: Ssassa, Oriental Gypsy Night, 1996
- CD: mit Marem Aliev, Macedonia Dances, 1996
- CD: Ssassa, Schnabelwetzer 1, Kinderversion, 1997
- CD: Ssassa, Schnabelwetzer 1, mit Dodo Hug, 1999
- CD: Ssassa, Oriental Gypsy Cocktail, 2000
- CD: Airla, The eagle's whistle, 2003
- CD: Oriental &  Flamenco Gypsy Festival 1, 2003
- CD: Ssassa, Arez, 2005
- CD: Oriental &  Flamenco Gypsy Festival 2, 2005
- CD: Ssassa, Schnabelwetzer 2, 2005
- DVD:  Kinder in Indien, 2007
- DVD: Oriental &  Flamenco Gypsy Festiva 1, 2007
- DVD: Oriental &  Flamenco Gypsy Festival 2, 2010
- CD: Oriental &  Flamenco Gypsy Festival 3, 2011
- CD: Christian Fotsch, Altblockflöten-Reise, 2012
- CD: Ceól, Celtic Whirligig, 2014
- CD: mit Rosetta Lopardo, Amuri, 2014
- CD: Ssassa, Romano Kazani, 2015
- CD: Ssassa, Germanofolies, 2016
- CD: Ssassa, Schnabelwetzer 3, mit Liederbuch, 2018, Remix 2021
- CD: Ssassa, Franzastisch, mit Liederbuch, 2022
- CD: Ssassa, Schnabelwetzer 4, mit Songbook und Übersetzungen, 2025